# 奎斯納瓦特
奎斯納瓦特（西班牙語：Cuisnahuat），是薩爾瓦多的城鎮，位於該國西部，由松索納特省負責管轄，面積73.03平方公里，海拔高度223米，2007年人口12,676，人口密度每平方公里173.57人。
13°38′N 89°36′W / 13.633°N 89.600°W